# Plaisir d’amour
«Plaisir d’amour» («Радость любви», «Восторг любви») — французский романс, написанный в 1784 году (первая публикация в 1785) Жаном-Полем Эжидом Мартини на стихи Жана-Пьера Клари де Флориана. Гектор Берлиоз в 1858 году создал аранжировку для оркестра. Романс был стилизован под народный, однако написан в стиле классицизма.
Среди академических исполнителей романса Виктория да Лос Анхелес, Тито Скипа, Фриц Вундерлих, Марк Рейзен (в переводе на русский язык), Этторе Бастианини, Дженит Бейкер, Рената Тебальди (в итальянском переводе), Пласидо Доминго, Андреа Бочелли. Существуют переложения (обработки) романса для различных инструментов, например, для скрипки и фортепиано.
В 1961 году певица Джоан Баэз записала романс на пластинку с текстом отчасти на (оригинальном) французском языке, отчасти на английском ("My Love Loves Me"; перевод был сделан в 1949 году для кинофильма "The Heiress"), после чего интерес к романсу у западных эстрадных музыкантов увеличился. Его обработки исполняли The Seekers, Вики Браун, Мариана Фейтфул, Брижит Бардо, Карен Аллисон, Нана Мускури, Шарлотта Черч, Иван Ребров. 
Мелодия была использована в песне Аниты Картер «My Love Loves Me», а также оказала влияние на песню Элвиса Пресли «Can’t Help Falling in Love».

## В кино
В финале фильма «Ромовый бульвар» Брижит Бардо поёт первое двустишие романса.
В фильме «Французский мастер» (2022) является частью сюжета.

## Текст
Plaisir d’amour ne dure qu’un moment.

chagrin d’amour dure toute la vie.

J’ai tout quitté pour l’ingrate Sylvie.

Elle me quitte et prend un autre amant.

Plaisir d’amour ne dure qu’un moment.

chagrin d’amour dure toute la vie.

Tant que cette eau coulera doucement

vers ce ruisseau qui borde la prairie,

Je t’aimerai me répétait Sylvie.

L’eau coule encore. Elle a changé pourtant.

Plaisir d’amour ne dure qu’un moment.

chagrin d’amour dure toute la vie.